# Spørgehjørnet
Spørgehjørnet var et radioprogram på DRs P1, hvor Carsten Wiedemann og Martin Møller (senere Eva Schou, Cecilia Flagstad og Andreas Bonne Sindberg) besvarede lytterspørgsmål. Programmet begyndte i 2004 og blev lukket i slutningen af december 2010.
Disse spørgsmål, som dog hverken måtte være af praktisk, politisk eller polemisk karakter, kunne handle om alt mellem himmel og jord. Nogle eksempler: Hvorfor vokser hår på arme og ben ikke lige så hurtigt som på hovedet?
Hvordan foregår snegles parring?
Hvor mørkt er der på Jupiters bagside?
Gik de romerske soldater i takt?
En stor del af spørgsmålene var etymologiske udredninger på forskellige ord og udtryk, som f.eks. Fanden er løs i Laksegade, forskellen mellem et sund og et bælt. 

## Udgivelser
Der er også udgivet bøger i forbindelse med programmet: "Den Lille Kloge" med spørgsmål og svar på mange af de spørgsmål der  blev besvaret.
Der blev udgivet 5 bind foruden et samlebind, som man kaldte "Den store kloge".